# اولوخیو ساندووال
اِولوخیو ساندووال (انگلیسی: Eulogio Sandoval؛ زادهٔ ۱۴ ژوئیهٔ ۱۹۲۲ - درگذشته نامشخص) بازیکن فوتبال اهل بولیوی بود.
وی همچنین در تیم ملی فوتبال بولیوی بازی کرده‌است.